# Paillart
Paillart è un comune francese di 607 abitanti situato nel dipartimento dell'Oise della regione dell'Alta Francia.
Il suo territorio è bagnato dalle acque del fiume Noye.

## Società

### Evoluzione demografica
Abitanti censiti